# 糊涂面

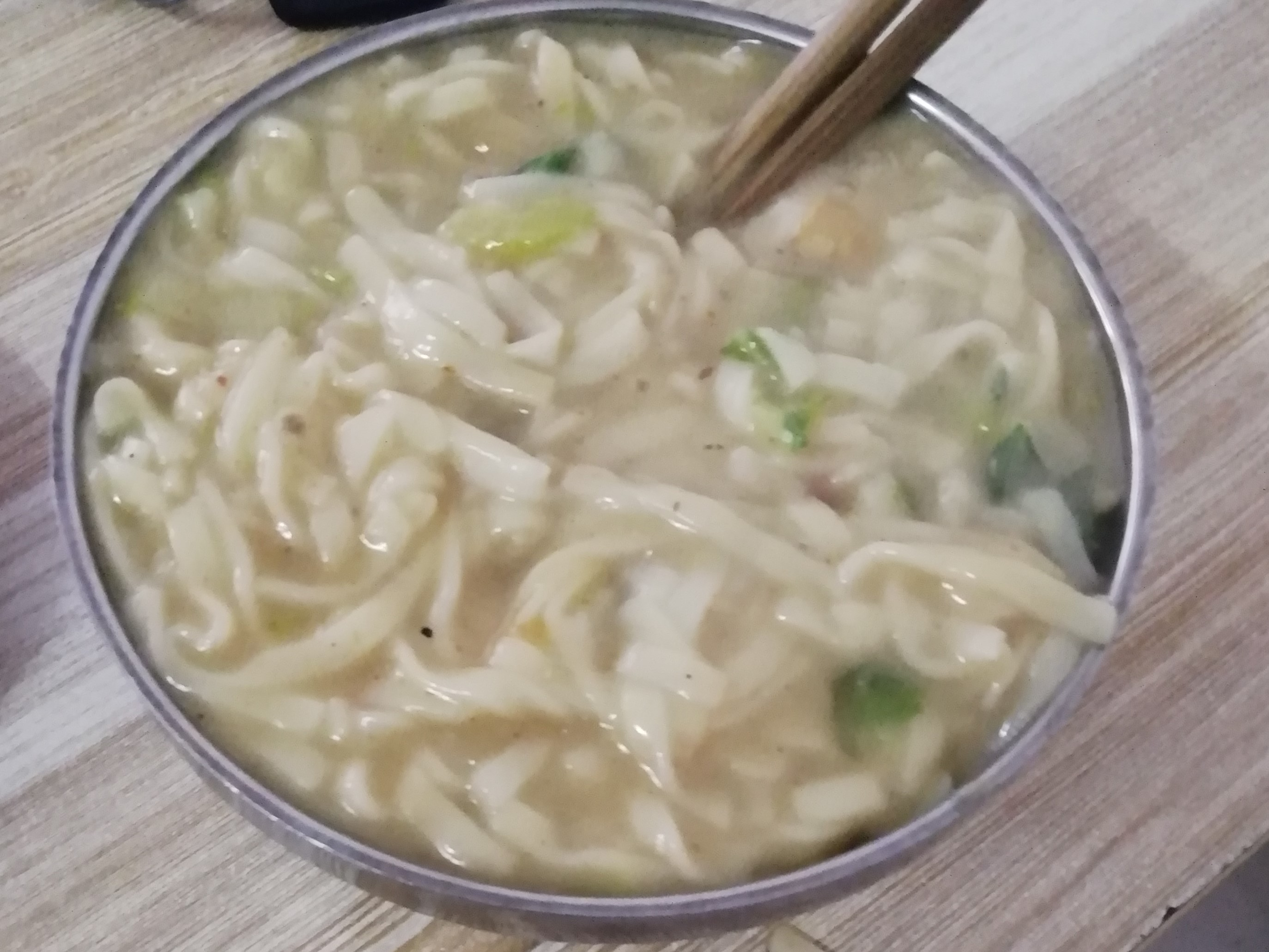
一碗糊涂面

糊涂面，源自中华人民共和国河南地区的一种特色地方食品。河南不同地方，不同时期制作糊涂面的方法是不同的。糊涂面最早制作历史已不可考，由于其里面什么都能放，所以据称是封建社会时期河南贫困家庭的常备饭。河南地区，特别是农村地区，遇到红白事都少不了糊涂面。糊涂面在今天也成为了河南人抒发乡愁的一种食品。